# Alessandro Tonelli
Pour les articles homonymes, voir Tonelli.
Alessandro Tonelli (né le 29 mai 1992 à Brescia) est un coureur cycliste italien.

## Biographie
Alessandro Tonelli commence le cyclisme à l'âge de six ans (G1),. 
En 2015, il devient professionnel au sein de l'équipe Bardiani CSF. Au mois de juillet 2016, il prolonge le contrat qui le lie à son équipe. Depuis, son rôle consiste souvent à intégrer les échappées, ou à rouler au service de ses leaders. 
Le 20 avril 2018, lors de la quatrième étape du Tour de Croatie, il fait partie du groupe qui ouvre la route durant une bonne partie de la journée. Alors que les écarts indiquent que le peloton contrôle la situation, et que ses compagnons de route lâchent prise tour à tour, il tente sa chance en solitaire à une vingtaine de kilomètres de l'arrivée et parvient à résister au retour du peloton, pour signer sa première victoire professionnelle.
En 2021 et 2022, il participe à Milan-San Remo, où il est membre de l'échappée du jour.

## Palmarès

### Palmarès amateur
- 2009
  - Trofeo Emilio Paganessi
- 2010
  - Gran Premio Sportivi di Sovilla
- 2013
  - Gran Premio Madonna del Carmine
  - Trofeo Bruno e Carla Cadirola
- 2014
  - Coppa Fiera di Mercatale
  - Trophée Matteotti espoirs
  - Gran Premio Sportivi San Vigilio
  - Mémorial Morgan Capretta
  - 2e de la Coppa Cicogna
  - 2e du Gran Premio Industria del Cuoio e delle Pelli
  - 3e du Giro del Montalbano

### Palmarès professionnel
- 2018
  - 4e étape du Tour de Croatie
- 2021
  - 3e du Grand Prix Alanya
- 2024
  - 1re étape du Tour de la Communauté valencienne

## Résultats sur les grands tours

### Tour d'Italie
6 participations
- 2018 : non-partant (15e étape)
- 2020 : 51e
- 2022 : 52e
- 2023 : 42e
- 2024 : 41e
- 2025 : 48e

## Classements mondiaux
| Année                                 | 2012 | 2013 | 2014 | 2015 | 2016  | 2017  | 2018  | 2019  | 2020  | 2021  | 2022 | 2023 | 2024 |
| ------------------------------------- | ---- | ---- | ---- | ---- | ----- | ----- | ----- | ----- | ----- | ----- | ---- | ---- | ---- |
| Classement mondial                    |      |      |      |      | 1667e | 2070e | 1126e | 2327e | 1342e | 1111e | 809e | 330e | 414e |
| UCI Europe Tour                       | 735e | 712e | 984e | nc   | 1111e | 1564e | 707e  | 1493e | 1021e | 825e  | 608e | nc   | nc   |
|                                       |      |      |      |      |       |       |       |       |       |       |      |      |      |
| Légende : nc = non classéSource : UCI |      |      |      |      |       |       |       |       |       |       |      |      |      |